# Paragem de Fojo
A Paragem de Fojo, originalmente denominada de Ferreiros, foi uma gare da Linha do Vouga, que servia a povoação de Ferreiros, no Distrito de Viseu, em Portugal.

## História
Esta interface fazia parte do troço da Linha do Vouga entre Ribeiradio e Vouzela, que entrou ao serviço em 30 de Novembro de 1913, tendo sido construído pela Compagnie Française pour la Construction et Exploitation des Chemins de Fer à l'Étranger.
Nos horários de 1939, esta interface aparecia com o nome de Ferreiros. Em 1 de Janeiro de 1947, a exploração da Linha do Vouga passou para a Companhia dos Caminhos de Ferro Portugueses.
Em 2 de Janeiro de 1990, a empresa Caminhos de Ferro Portugueses encerrou o lanço entre Sernada do Vouga e Viseu.

## Leitura recomendada
- SILVA, José; RIBEIRO, Manuel (2007). Os Comboios em Portugal. Volume III 1.ª ed. Lisboa: Terramar - Editores, Distribuidores e Livreiros, Lda. 203 páginas. ISBN 978-972-710-408-6